# Боко харам
«Бо́ко хара́м» (с 2015 до 2016 года — «Западноафриканская провинция Исламского государства», «Общество приверженцев распространения сунны и джихада» (араб. جماعة أهل السنة للدعوة والجهاد‎) — нигерийская исламистская террористическая организация. Была инициирована Мохаммедом Юсуфом в 2002 году. В качестве основной цели своего существования провозгласила введение шариата на всей территории Нигерии и искоренение западного образа жизни. В июле 2009 года они инициировали беспорядки на севере Нигерии (очаг в штате Баучи), нападая на христианские церкви и полицейские участки. В мае 2014 года внесена Советом Безопасности ООН в список террористических организаций.
Присягнув на верность Исламскому государству в марте 2015 года, «Боко харам» сменила название на «Западноафриканскую провинцию Исламского государства» (англ. Islamic State’s West Africa Province, ISWAP).

## Название
Официальное название группировки — «Джамаату ахлис Сунна Лиддаавати валь-Джихад» (Jama’atu Ahlis Sunna Lidda’awati wal-Jihad) (в переводе с арабского — Общество приверженцев распространения сунны и джихада). Название «Боко харам» (хауса Boko haram) она получила от жителей города Майдугури, в котором находилась база группировки. «Боко харам» переводится с языка хауса как «западное образование запрещено» или «западное образование греховно». Оно состоит из слов Boko, которое первоначально означало «ложный», но потом стало использоваться для обозначения западного образования, и haram (араб. حَرَام‎ ḥarām) — харам, то есть нечто запретное.

## Идеология
«Боко харам» выступает против западного образования, западной культуры и науки. По мнению членов группировки, любая общественная и политическая деятельность, связанная с западными ценностями, должна быть запрещена, в том числе: голосование на выборах, ношение рубашек и брюк, светское образование. Правительство Нигерии, с точки зрения «Боко харам», «испорчено» западными идеями и состоит из «неверующих», даже если президент формально является мусульманином, поэтому оно должно быть свергнуто, а страна должна управляться на основе законов шариата, более строгих, чем действуют в северных штатах Нигерии.
В 2009 году тогдашний лидер группы Мохаммед Юсуф заявил в интервью, данном им Би-би-си, что идеи западного образования (например, дарвинизм, круговорот воды в природе и сферичность Земли) противоречат исламу.

## Этнический состав
Основную массу боевиков «Боко харам» составляют представители народности канури; несмотря на частые вылазки за пределы этнической территории канури, попытки закрепиться в них не увенчались успехом. В связи с малопонятностью языка канури для большей части нигерийцев, в движении широко используются языки хауса и фульбе.

## История

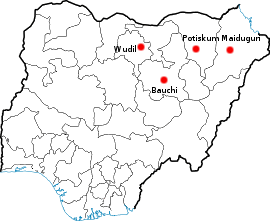
Города, охваченные мятежом 26 июля

### Основание
«Боко харам» была основана Мохаммедом Юсуфом примерно в 2002 году в городе Майдугури. Юсуф построил там религиозный комплекс, который включал мечеть и школу. Хотя заявленной целью постройки было обучение детей религии, комплекс использовался для рекрутирования сторонников. Однако мусульманские группировки существовали в Майдугури и раньше. В 1995 году Абубакар Лаван создал группу «Последователи учения пророка и мигранты», известную также как «Молодые мусульмане». Самые ранние салафитские (выступающие за «очищение» ислама) группировки появились в Нигерии в 70-х гг. XX века.
В 2004 году Мохаммед Юсуф вместе с рядом последователей перебрался в район около города Каннама, находящегося в штате Йобе.
Там они создали базу, которая была названа «Афганистан» (Afghanistan). Оттуда совершались нападения на полицейских.

### 2009
26 июля 2009 года Мохаммед Юсуф предпринял попытку мятежа, целью которого было создание исламского государства в северной части Нигерии, управляемого на основе законов шариата.
После этого 29 июля 2009 полиция взяла штурмом базу группировки в Майдугури. Мохаммед Юсуф был арестован полицией и позже погиб при не вполне ясных обстоятельствах.
В ноябре 2013 года США официально признали исламистские вооруженные группировки «Боко харам» и «Ансара» террористическими организациями. Посвящённая этой теме статья на сайте «Голос Америки» была озаглавлена так: «Этот шаг лишит нигерийскую группировку финансирования через американские банки».

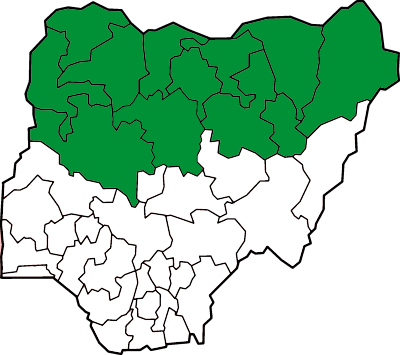
12 нигерийских штатов в которых действуют законы Шариата

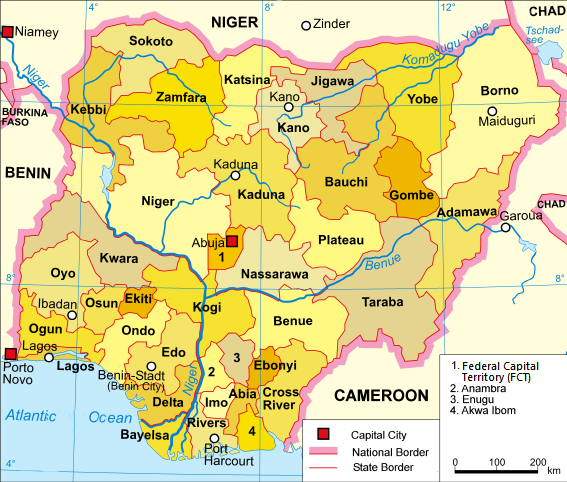
Карта Нигерии

### 2010
7 сентября 2010 года около 50 сторонников «Боко харам» атаковали (англ. Bauchi prison break) тюрьму в городе Баучи, в которой содержались арестованные во время мятежа экстремисты. 721 заключённый из 759, содержащихся в тюрьме, были освобождены. Позднее 127 из них добровольно вернулись обратно в тюрьму.
7 октября 2010 года — застрелен лидер Народно-демократической партии Аванна Нгала.
24 декабря 2010 года — в результате серии взрывов и атак на церкви в городах Джос и Майдугури погибли по меньшей мере 30 человек. «Боко харам» взяла на себя ответственность за теракты и заявила, что это было местью за события в городе Джос.
31 декабря 2010 года — у армейских казарм в Абудже взорвалась бомба. Погибло, по разным данным, от 4 до 30 человек.

### 2011
14 марта 2011 года — в городе Майдугури был застрелен Ибрагим Ахмед Абдулла Болори — мусульманский религиозный деятель, известный своей критикой в адрес «Боко харам».
29 мая 2011 года — в результате трёх взрывов возле армейских казарм в городе Баучи, погибло, по разным данным, от 5 до 10 человек. «Боко харам» взяла на себя ответственность за теракты.
16 июня 2011 года — смертник взорвал штаб-квартиру полиции в Абудже. Погибло по меньшей мере 6 человек (в том числе террорист).
27 июня 2011 года — в результате нападения боевиков, предположительно являющихся членами «Боко харам», на пивную в городе Майдугури погибли 25 человек, ранено около 30.
12 июля 2011 года — в городе Майдугури боевиками «Боко харам» было убито по меньшей мере 40 человек. Это привело к массовому бегству жителей.
31 июля 2011 года правительство Нигерии заявило, что планирует начать переговоры с «Боко харам». По распоряжению президента Гудлака Джонатана был создан комитет по переговорам, в который вошли 7 человек, включая министров обороны и труда.15 августа 2011 года комитет подготовил отчёт о перспективах ведения переговоров c сектой и о ситуации с безопасностью в штате Борно. Переговоры начались в сентябре. Посредником выступил нигерийский правозащитник Шеху Сани (англ. Shehu Sani). Со стороны правительства переговоры вёл бывший президент Нигерии Олусегун Обасанджо. Попытка диалога была прервана после того как один из членов «Боко харам», который представлял секту на переговорах, был убит вскоре после очередной встречи.
12 августа 2011 года — в городе Майдугури был застрелен мусульманский религиозный деятель Лиман Бана.
26 августа 2011 года — смертник на заминированном автомобиле протаранил вход в здание штаб-квартиры ООН в Абудже. В результате взрыва погибли 18 человек, 60 получили ранения. Ответственность за теракт взяла на себя «Боко харам».
4 и 5 ноября 2011 года — в городе Даматуру сработало несколько взрывных устройств. Позднее боевики «Боко харам» атаковали район города, населённый христианами. Также нападению подверглись полицейские и военные. В общей сложности погибли не менее 150 человек.
4 декабря 2011 года — террористы, предположительно являющиеся членами «Боко харам», атаковали полицейских в городе Азаре в штате Баучи, погибли 3 человека, 2 были серьёзно ранены.
13 декабря 2011 года — в городе Майдугури был взорван и обстрелян военный пост. Данных о пострадавших нет.
24 декабря 2011 года — в городах Майдугури, Даматуру и Потискум произошли вооружённые столкновения между боевиками «Боко харам» и правительственными войсками. В Майдугури также произошло 6 взрывов. Всего в трёх городах погибло, по разным данным, от 60 до 70 человек.
25 декабря 2011 года — в результате «рождественских атак» (англ. christmas day bombings) на христианские церкви, проведённых в городах Джос, Гадака, Даматуру и Мадалла, которая является предместьем Абуджи, погибли по меньшей мере 30 человек.
30 декабря 2011 года — возле мечети, расположенной в городе Майдугури, взорвалась бомба. Погибло 4 человека. По сведениям, предоставленным представителями нигерийской армии, теракт был осуществлён «Боко харам».
Всего за 2011 год от рук «Боко харам» погибло минимум 465 человек.

### 2012
6 и 7 января 2012 года — боевики «Боко харам» предприняли несколько нападений на христианские общины, расположенные в штате Адамава, в результате погибло по меньшей мере 29 человек.
20 января 2012 года — в городе Кано (штат Кано) в результате 6 взрывов погибло не менее 120 человек. Ответственность за теракты взяла на себя «Боко харам». Сразу после взрывов город был атакован боевиками «Боко харам».
25 января 2012 года — боевики «Боко харам» взяли штурмом отделение полиции в городе Кано. При штурме погиб один человек.
26 января 2012 года президент Нигерии Гудлак Джонатан призвал «Боко харам» обозначить свои требования для того, чтобы заново начать переговоры.
28 января 2012 года представитель «Боко харам» Абу Кака заявил, что «Боко харам» будет вести переговоры с правительством Нигерии только после того, как «поставит его на колени».
10 февраля 2012 года — в городе Майдугури произошло два взрыва. Погибло 4 члена «Боко харам», два солдата были ранены.
17 февраля 2012 года — около 20 вооружённых людей атаковали тюрьму в городе Котон-Карифи (нем. Koton Karifi) в штате Коги, в результате этого из тюрьмы сбежали 119 заключённых. «Боко харам» взяла на себя ответственность за нападение.
20 февраля 2012 года — в городе Майдугури боевики «Боко харам» обстреляли и забросали бомбами людей, находившихся на городском рынке. Погибло минимум 20 человек.
14 марта 2012 года «Боко харам» согласилась пойти на переговоры с правительством Нигерии, на роль посредника секта предложила лидера Высшего совета по шариату в Нигерии (англ. Supreme Council for Sharia in Nigeria) Шейка Ахмеда Датти (англ. Sheik Ahmed Datti). Однако уже 19 марта стало известно о прекращении переговоров.
17 июня 2012 года — террористы-смертники взорвали три церкви в штате Кадуна. «Боко харам» взяла на себя ответственность за теракт. По данным Красного Креста, количество погибших составило минимум 50 человек. После терактов вспыхнули беспорядки в результате которых погибло, по меньшей мере, 40 человек.
20 июня 2012 года — в результате перестрелки между правительственными войсками и боевиками «Боко харам», атаковавшими город Даматуру, погибло 40 человек.

### 2013
14 мая президент Нигерии Гудлак Джонатан в связи с деятельностью исламистской группировки «Боко харам» ввёл в районе Майдугури и в ряде других районов на севере страны чрезвычайное положение.

### 2014
14 января в результате взрыва заминированного автомобиля на рынке в Майдугури погибло 17 человек.
12 февраля несколько десятков боевиков совершили нападение на город Кондуга в штате Борно и убили 51 человека, а несколько десятков взяли в заложники.
17 февраля в результате нападения боевиков на деревню Изге на северо-востоке Нигерии погибли 90 человек.
20 февраля в деревне Рапьем в штате Плато боевики убили 13 человек, в том числе девять детей.
1 марта вечером два взрыва на рыночной площади в городе Майдугури на северо-востоке Нигерии унесли жизни 51 человека. После первого взрыва, когда к месту происшествия стали прибывать бригады спасателей, произошёл второй взрыв.
16 марта в результате вооружённого нападения боевиков на три деревни в центре Нигерии погибло 100 человек.
1 апреля армейскому спецназу удалось ликвидировать четырёх боевиков-экстремистов при попытке совершить теракт на автомобиле, начинённом взрывчаткой, у автозаправочной станции в городе Майдугури в штате Борно. 14 апреля в результате двух взрывов, прогремевших в час пик на автовокзале на окраине Абуджи, погиб 71 человек, ещё 124 получили ранения. Ответственность за совершение терактов взяла на себя группировка «Боко харам».
14 апреля группировка похитила более 270 школьниц из лицея в населенном пункте Чибок (штат Борно). Нападение на учебное заведение лидер организации, Абубакар Шекау, объяснил тем, что «девочки должны покинуть школу и выйти замуж».
16 апреля боевики напали на две деревни на севере Нигерии и убили более 20 человек.
5 мая боевики практически разрушили деревню на северо-востоке Нигерии. Они приехали на бронемашинах и открыли огонь по местным жителям, после чего сожгли рынок, таможенные посты, комиссариат полиции и почти все магазины.
13 мая в районе Кала-Балге на боевиков «Боко харам» напал отряд добровольцев, сформированный из жителей трёх деревень штата Борно. В результате атаки погибли до 200 боевиков и добровольцами были захвачены три автомобиля и военная автомашина. Столкновения произошли недалеко от рынка, где на прошлой неделе боевики убили более трехсот человек. Некоторых боевиков смогли взять живыми и впоследствии они были арестованы. После введения режима чрезвычайного положения год назад в штатах Борно, Йобе и Адамава и неспособности вооружённых сил отразить атаки боевиков, нигерийцы начали формировать отряды добровольцев. Параллельно в парламенте идёт обсуждение продления режима чрезвычайного положения на северо-востоке страны.
20 мая — в городе Джос (штат Плато) совершён двойной теракт в результате которого более 160 человек погибли, более 55 получили ранения. В тот же день боевики напали на три деревни на севере Нигерии, убив по меньшей мере 48 человек. 21 мая при нападении на деревню Чукку Нгудоа на северо-востоке страны, боевики сравняли почти всю деревню с землей, сожгли зерновой склад, убили 29 человек и 10 ранили.
24 мая в городе Джос около толпы людей, смотревших на улице трансляцию финального матча Лиги чемпионов УЕФА произошёл третий взрыв за неделю. Бомбу привёл в действие смертник, по некоторым данным, погибли три человека. В свою очередь русская служба «Би-би-си» передает, что террорист привёл бомбу в действие раньше запланированного времени и сам стал единственной жертвой взрыва.
27 мая боевики приехали на нескольких автомобилях в город Буни Яди района Гуджба в штате Йобе, где сожгли несколько зданий, в том числе школу, отделение полиции, дом местного старосты, напали на полицейский патруль и военных, и убили 11 солдат и 13 полицейских. Одновременно, правительство Камеруна вдоль границы с Нигерией развернуло около тысячи военнослужащих, целью которых является борьба с боевиками: наблюдение и разведка, а при необходимости и активные действия.
29 мая боевики, переодетые в военную форму, совершили нападение на три деревни на северо-востоке Нигерии, недалеко от границы с Камеруном, начав стрелять в людей и бросать коктейли Молотова в их дома. В результате погибли 35 человек.
1 июня в городе Муби в штате Адамава на северо-востоке Нигерии прогремел взрыв, речь может идти о 40 погибших. Все они собрались для просмотра футбольного матча в зале, оборудованном большим телеэкраном. По данным полиции, мощное взрывное устройство было спрятано в помещении заранее и активизировано после того, как там скопились болельщики. Сотрудники службы безопасности Камеруна ликвидировали 40 боевиков близ города Кусери у границы с Чадом. О потерях со стороны военных не сообщается.
2 июня группа неизвестных во время богослужения открыла огонь по прихожанам храма в деревне Аттангара в районе холмов Гвоза на северо-востоке Нигерии близ границы с Камеруном. По меньшей мере погибли девять человек. В тот же день, полиция Абуджи из соображений безопасности запретила проведение акций протеста с требованиями отпустить похищенных школьниц. На следующий день, военный трибунал Нигерии признал 10 генералов и 5 членов высшего офицерского состава вооруженных сил виновными в снабжении оружием и оперативной информацией террористов «Боко харам». Как сообщается, конкретные приговоры будут оглашены позднее.
3 июня десятки жителей деревни в отдаленном районе штата Борно были расстреляны боевиками «Боко харам». Как рассказали уцелевшие мирные жители, мужчины в военной форме приехали к ним в деревню, велев им собраться у церкви, и только после того, как по людям начали стрелять, жители деревни поняли, что это боевики. Факт нападения подтвердил член местного парламента Питер Бай, сказав также, что в пяти соседних деревнях тоже были убиты людей и сожжены дома.
4 июня в результате атак боевиков на деревни Аттагара, Амуда и Нгоше в районе холмов Гвоза в штате Борно погибли по меньшей мере 30 человек. Сообщалось, что боевики буквально прочесывали деревни на пикапах, расстреливая жителей автоматными очередями и поджигая все подряд без разбора. Как позже стало известно, боевики, переодетые в армейскую форму, убили как минимум двести человек и почти полностью уничтожили эти три деревни. По словам представителей местных властей, они предупреждали военных о том, что боевики готовят нападение, но помощь не пришла. Более того, в столице штата — Майдугури — узнали о трагедии лишь, когда туда добрались уцелевшие крестьяне. Информацию об убийствах подтвердил сенатор от штата Мохаммед Али Ндуме и ряд офицеров сил безопасности. 4 июня вечером в деревне Бардери близ Майдугурского университета на окраине города, боевики пригласили жителей деревни собраться на площади, чтобы послушать проповедь, а затем открыли огонь по людям из автоматического оружия. 3 июня в деревню Аттагара у гор Мандара в уезде Гвоза штата Борно, боевиков, одетых в армейскую форму, жители приняли за солдат вооружённых сил, прибывших для их защиты. Депутат местного парламента Питер Бийе сообщил, что когда жители деревни собрались у местной церкви, по ним был открыт огонь. Он выразил опасения в том, что погибло не менее 200 человек, однако точное число погибших установить невозможно, потому что все уцелевшие бежали в близлежащие горы и в деревне не осталось никого, кто мог бы сосчитать убитых. По некоторым сообщениям, над несколькими деревнями в уезде Гвоза были подняты джихадистские флаги «Боко харам». Бийе добавил, что армия отказывается посылать войска для борьбы с боевиками.
5 июня в сообщении внешнеполитической службы Европейского союза было сказано о внесении «Боко харам» в список террористических организаций и отмечается, что «это свидетельствует о решительном осуждении ЕС их неприемлемых насильственных преступлений и твердой поддержке Нигерии в борьбе с терроризмом».
8 июня в Государственном секретариате экономики Швейцарии сообщили, что правительство Швейцарии ввело санкции в отношении «Боко харам», предусматривающие замораживание всех активов группировки, если таковые будут обнаружены в банках Швейцарии, запрет на въезд её членов на территорию страны и эмбарго на поставку оружия.
8 июня к военным казармам на северо-востоке Нигерии в штате Гомбе, на мотоцикле подъехала женщина, закутанная с ног до головы в хиджаб, и во время разговора с часовыми привела в действие взрывное устройство. В результате двое военнослужащих были тяжело ранены и находятся в критическом состоянии.
10 июня в деревне Гаркин Фулани в штате Борно, где живут осевшие кочевники-скотоводы, мужчины в военной форме заставили около 20 женщин под дулом пистолета сесть в грузовики, а затем увезли их в неизвестном направлении. Местные власти начали расследование, а в вооружённых силах похищение никак не прокомментировали.
23 июня в деревне на северо-востоке Нигерии боевики «Боко харам» похитили более 90 человек, 60 из которых — женщины и девушки, остальные — мальчики. Ещё четыре человека, попытавшиеся бежать, были убиты. Между тем правоохранительные органы эту информацию не подтвердили, так как по словам местных жителей, они специально пытаются скрыть преступление.
21 августа боевики группировки захватили город Буни Яди (Йобе). Тогда же группировка заявила о создании халифата на подконтрольной ей территории.
17 октября более ста боевиков «Боко харам» были убиты нигерийскими правительственными войсками в бою на севере Камеруна. По данным министерства обороны Нигерии, армия потеряла восемь человек убитыми. Ранее стало известно, что власти Нигерии договорились с «Боко харам» о прекращении огня и об освобождении более 200 школьниц, захваченных боевиками полгода назад в христианском городе Чибок (штат Борно). Однако школьницы не были освобождены.
23 ноября — нападение на жителей рыбацкой деревни Дорон Бага на берегу озера Чад.

### 2015

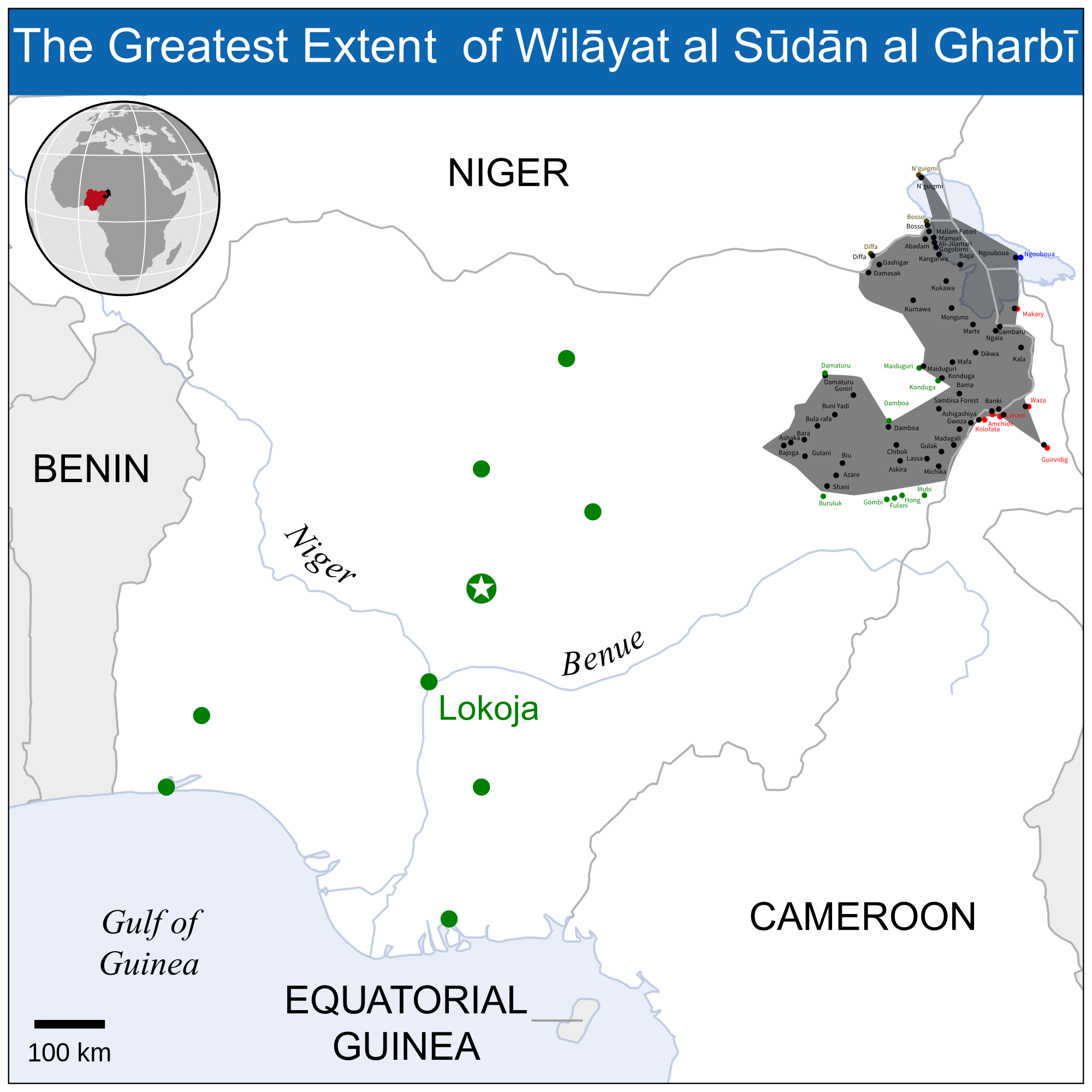
Территория под контролем «Боко харам» в начале 2015 года

Январь 2015 года — боевики «Боко харам» сожгли 16 городов и деревень на севере Нигерии в штате Борно, включая 10-тысячный город Бага на берегу озера Чад. 12 января бойцы группировки атаковали камерунский город Колофат. Однако власти Камеруна сообщили об отражении атаки и гибели 143 исламистов
4 февраля, армия Чада убила более 200 боевиков «Боко харам», которые начали наступление днем ранее. В ответ на это, «Боко Харам» совершил атаку на камерунский город Фотокол, убив 81 мирного жителя, 13 чадских и 6 камерунских солдат.
В марте боевики «Боко харам» присягнули на верность ИГ.
6 марта Африканский союз поддержал создание для борьбы с «Боко харам» региональных сил численностью более восьми тысяч человек. 8 марта вооруженные силы Нигера и Чада начали наземную и воздушную наступательную операцию против «Боко харам» на северо-востоке Нигерии.
25 апреля боевики «Боко харам» захватили стратегический остров Карамга, расположенный в озере Чад, убив троих военнослужащих армии Нигера.
В апреле «Боко харам» сообщила в листовках, распространяемых боевиками, о переименовании группировки в «Западноафриканскую провинцию Исламского государства» (Islamic State’s West Africa Province, ISWAP).
В апреле армия Нигерии освободила около 300 человек из лагерей боевиков в лесах на северо-востоке страны.

### 2016
31 января террористы «Боко харам» атаковали окраину города Майдугири на северо-востоке Нигерии, погибли 86 человек.
В апреле в селении Занго в 150 километрах от города Даматуру боевики «Боко харам» на лошадях ночью начали стрельбу, в результате чего местные жители бежали в джунгли. Боевики подожгли дома, и все селение было уничтожено огнем. Жертвами нападения стали 11 человек.
17 июня боевики «Боко харам» прибыли в деревню Куда на мотоциклах и открыли стрельбу по пришедшим на похороны. Было убито 24 человека.
3 августа новым лидером «Боко харам» («Западноафриканская провинция Исламского государства») стал Абу Мусаб аль-Барнави, который объявил себя «губернатором Западной Африки». Он ранее занимал пост военного командира «Боко харам».
23 августа представитель армии Нигерии заявил, что в результате авиаударов ВВС страны прежний лидер «Боко харам» Абубакар Шекау был смертельно ранен. 2 августа Исламское государство «уволило» его с поста главы группировки.
В августе на границе Нигерии и Нигера военные этих двух стран, а также подразделения армии Чада начали спецоперацию против боевиков «Боко харам».
В декабре во время операции в лесном массиве Самбиса в штате Борно на северо-востоке Нигерии нигерийская армия освободила 605 заложников, захваченных боевиками «Боко харам». Военные освободили 69 взрослых мужчин, 180 женщин, 277 мальчиков и 129 девочек. В ходе операции были убиты десятки боевиков. 24 декабря президент Нигерии Мохаммаду Бухари заявил, что армия страны захватила последний укрепленный лагерь боевиков группировки «Западноафриканская провинция Исламского государства» («Боко харам») в лесном массиве Самбиса: «Глава штаба сухопутных войск сообщил мне, что этот лагерь пал 23 декабря в 13:35 и террористы бежали, и теперь им больше негде прятаться».

### 2018
7 февраля лидер «Боко харам» Абубакар Шекау опубликовал видеообращение, в котором в очередной раз опроверг свою гибель и разгром группировки в штате Борно. Шекау заявил, что его боевики и он сам не были убиты и до сих пор удерживают позиции в лесу Самбиса.
2 апреля в результате атаки боевиков «Боко харам» на военную базу и две деревни, расположенные возле города Майдугури на севере Нигерии, погибли, по меньшей мере, 18 человек.
21 апреля террористы-смертники привели в действие свои взрывные устройства в мечети в населённом пункте Бама в штате Борно на северо-востоке Нигерии, когда в ней молились верующие. По меньшей мере четыре человека погибли, девять получили ранения. В совершении двойного теракта подозреваются боевики «Боко харам».
2 декабря Президент Нигерии Мохаммаду Бухари совершил рабочий визит в город Майдугури, столицу штата Борно, Нигерия, являющейся родиной «Боко харам», в ходе которой в очередной раз пообещал уничтожить данную террористическую группировку.

### 2019
27 июля боевики «Боко харам» на мотоциклах прибыли в одну из деревень в штате Борно на северо-востоке Нигерии и открыли огонь по людям, возвращавшимся с похоронной церемонии. Число жертв нападения составило 65 человек, ещё не менее десяти мирных жителей получили серьёзные ранения.

### 2020
25 марта 92 солдата армии Чада убиты в результате атаки «Боко харам».
14 июня более 60 человек погибли в результате двух нападений боевиков на северо-востоке Нигерии.
28 ноября «Боко харам» совершила нападение на фермеров в Нигерии, погибли не менее 110 мирных жителей.
15 декабря «Боко харам» взяла на себя ответственность за похищение 333 школьников в городе Канкара в нигерийском штате Кацина, совершённое 11 декабря.

### 2021
20 мая лидер «Боко харам» Абубакар Шекау покончил с собой в столкновениях с противоборствующей «Западноафриканской провинцией Исламского государства».
16 июня «Боко харам» подтвердила гибель своего лидера Абубакра Шекау.

## Подозреваемые в связи с «Боко харам»

### Организации
Рядом исследователей отмечается сходство идеологии и образа действий «Боко харам» и Ян Тацине — радикальной секты, устроившей беспорядки в ряде городов Нигерии в первой половине 1980-х годов.
Один из членов «Боко харам», Абдулрашид Абубакар (англ. Abdulrasheed Abubakar), признался, что проходил трёхмесячную подготовку в Афганистане. По его словам, его туда направил лично Мохаммед Юсуф.
3 февраля 2010 года Аль-Каида в странах исламского Магриба заявила, что готова оказать помощь мусульманам Нигерии.
Один из подозреваемых в организации взрыва штаб-квартиры ООН в Абудже, по данным полиции Нигерии, проходил подготовку в Сомали в лагерях Аш-Шабаб, которую, как считается, поддерживает Аль-Каида.
В августе 2011 года Картер Хэм, руководитель африканского командования вооружённых сил США, сообщил, что «Боко харам» связана с филиалами Аль-Каиды. Он особо выделил Аль-Каиду в странах исламского Магриба и Аш-Шабаб, сообщив, что они всё больше начинают взаимодействовать друг с другом.
13 ноября 2011 года заместитель министра иностранных дел Алжира заявил, что по данным разведки Алжира, имеются связи между «Боко харам» и северо-африканской ветвью Аль-Каиды.
В ноябре 2011 года представитель «Боко харам» Абу Кука (англ. Abu Quqa) в интервью подтвердил наличие связей между «Боко харам» и Аль-Каидой, хотя и не раскрыл каких-либо деталей.

### Отдельные люди
Против бизнесмена Алхаджи Белло Дамагума (англ. Alhaji Bello Damagum), которому принадлежит нигерийская газета Daily Trust, было возбуждено уголовное дело по обвинению в финансировании «Боко харам». По версии следствия, суданской ветвью Аль-Каиды в 2002 году ему было передано 300 тысяч долларов с целью последующего их использования для финансирования операций секты.
Сенатор от штата Борно Али Ндуме был задержан по подозрению в связях с «Боко харам». Один из арестованных ранее членов секты рассказал на допросе, что Ндуме оказывал им финансовую поддержку.